# Huonastrapia
De huonastrapia (Astrapia rothschildi) is een middelgrote zangvogel uit de familie Paradisaeidae (paradijsvogels) en de superfamilie Corvoidea. Het is een endemische vogelsoort uit Nieuw-Guinea. De soortaanduiding van de wetenschappelijke naam verwijst naar de Britse ornitholoog Lionel Walter Rothschild.

## Kenmerken
Het mannetje in broedkleed en het vrouwtje van de huonastrapia verschillen sterk van elkaar, maar beide zijn overwegend donkerbruin tot zwart gekleurd. Een volwassen mannetje is 68 cm lang, hij heeft iriserende blauwgroene veren op de kop, de nek en de schouder en mantel. De kin- en keelveren zijn donkerblauw en daaronder weer een goudgele band en donkergroene buik. Een volwassen vrouwtje is 47 cm lang en bruinzwart van kleur met een fijne streping op de buik.

## Verspreiding en leefgebied
De huonastrapia komt voor in de bergbossen van het Huonschiereiland in de provincie Morobe in het noordoosten van Papoea-Nieuw-Guinea. Het leefgebied van de huonastrapia bestaat uit nevelwouden in de gebergtezone tussen 1500 en 3500  m  boven de zeespiegel. De Huonastrapia heeft slechts een klein verspreidingsgebied, maar in een lastig toegankelijk gebied en is daarom niet bedreigd in zijn voortbestaan.